# Asakusa (Tokio)

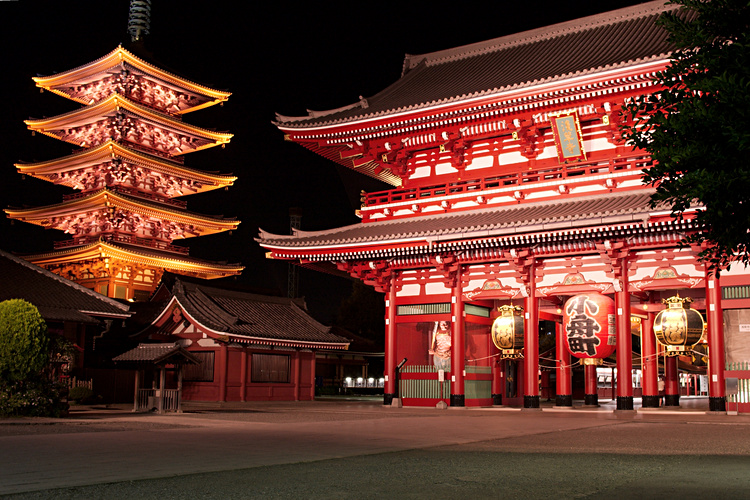
Pagoda a brána Hózómon v Sensó-dži

Asakusa (japonsky v kandži 浅草, v hiraganě あさくさ) je čtvrť v Tokiu, severovýchodně od císařského paláce na břehu řeky Sumidy v městské části Taitó-ku. Je velice oblíbená turisty a nacházejí se v ní slavná místa Tokia, jako je například buddhistický chrám Sensó-dži, ulice Kappabaši-dóri nebo brána Kaminarimon. Ve čtvrti se nachází také nádraží Asakusa a často tu můžete zahlédnout rikši.

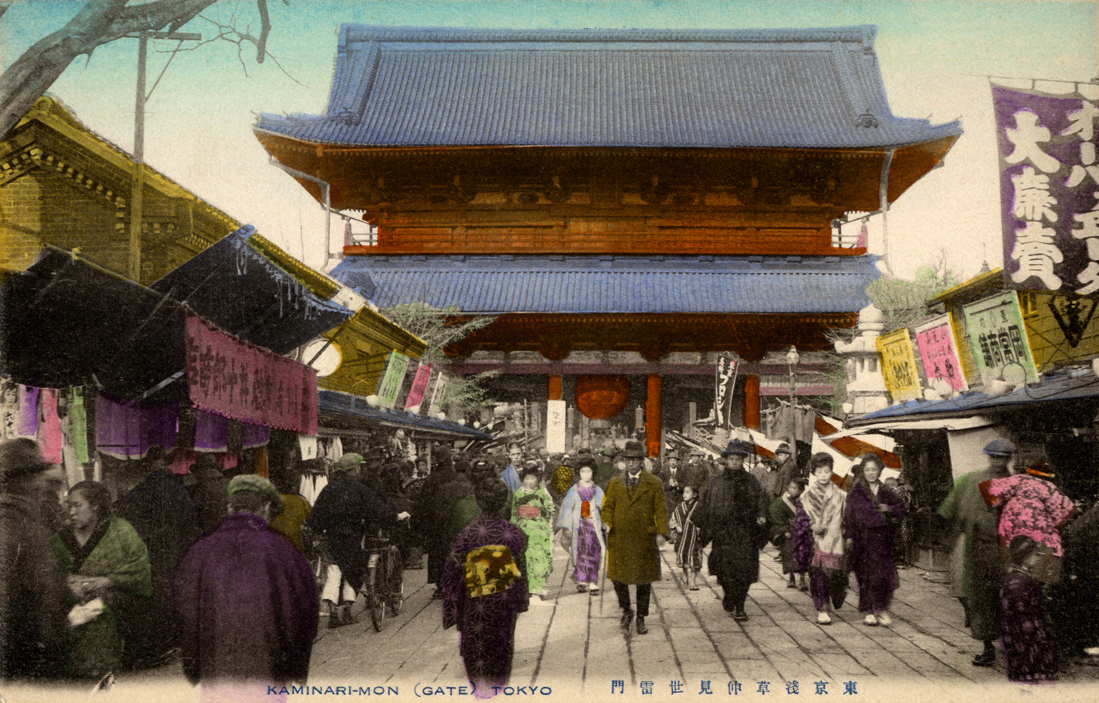
Ulice Nakamise-dóri v roce 1918

## Čtvrť
Na celou čtvrť shlíží z výšky nedaleká věž Tokyo Sky Tree, ale čtvrti jednoznačně dominuje buddhistický chrám Sensó-dži, který ročně navštíví až 30 milionů návštěvníků a je tak nejnavštěvovanějším buddhistickým chrámem v Tokiu. Tento chrám byl založen roku 628 poté, co tu dva rybáři našli v řece Sumidě sošku buddhistické bohyně Kannon. Dnes je chrám Sensó-dži velkou turistickou atrakcí a skládá se z velkého komplexu chrámových budov. Nejslavnější je ale hlavní chrám, pětipatrová pagoda a brány Hóźómon a Kaminarimon. Na bráně Hózómon jsou ze severní strany připevněny obrovské waradži - slaměné sandály, které mají představovat Buddhovy sandály. Jsou dlouhé 4,5 m a váží 400 kg. V bráně Kaminarimon je pro změnu zavěšen obrovský lampion. Kolem chrámu je mnoho obchodních uliček, v nichž se prodává všechno možné včetně suvenýrů. Nejslavnější z těchto obchodních uliček je ulička Nakamise-dóri, spojující Hózómon a Kaminarimon. Obchůdky nekončí ani u chrámového komplexu, po kterém je rozmístěno plno stánků nejčastěji s japonským jídlem.
Ve čtvrti Asakusa najdeme však i klidné uličky a parky nebo nejstarší zábavní park v Japonsku Hanajašiki. Na západě čtvrti se nachází ulice Kappabaši-dóri, která je celá věnovaná prodeji kuchařských potřeb do restaurací. Hned u jejího začátku lze na jednom domě zahlédnout velkou hlavu kuchaře s kuchařskou čepicí. V ulici se prodává nejrůznější kuchařské zboží od nožů přes hrnce až po plastové napodobeniny jídel, které se v Japonsku dávají do výloh restaurací.

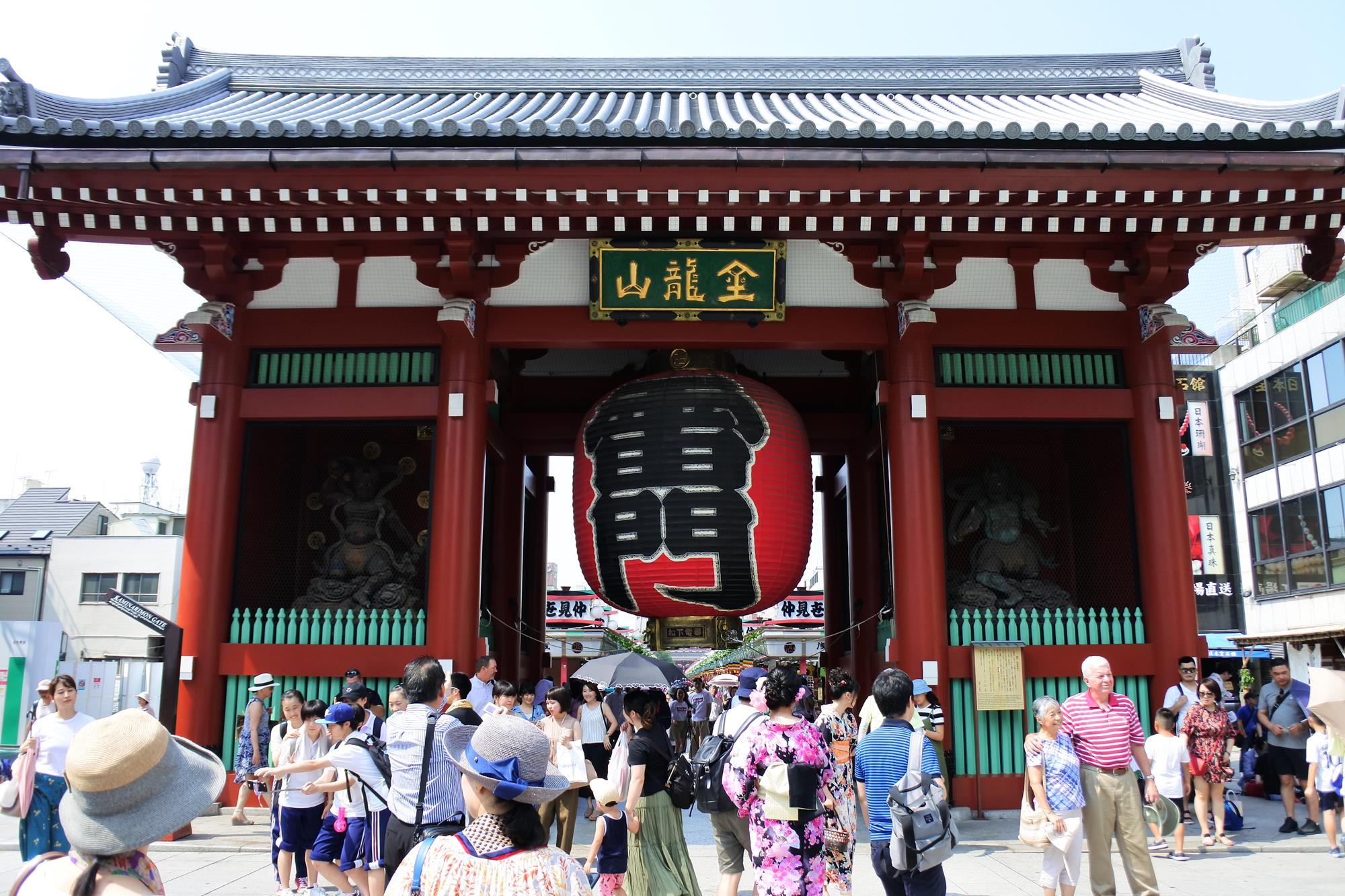
Brána Kaminarimon

V Asakuse v květnu probíhá slavná šintoistická slavnost Sandža Macuri.

## Sandža Macuri
V květnu se ve čtvrti Asakusa slaví slavnost Sandža Macuri japonsky (三社祭). Je to velká slavnost při níž lidé nosí přenosné svatyně mikoši po městě. Lidé na této slavnosti tančí tradiční tance a zpívají tradiční písně. Slavnost trvá tři dny a během nich se na tuto slavnost přijedou každoročně podívat až 2 miliony turistů. Slavnost je jedinečnou příležitostí k vidění gejš.

## Odkazy

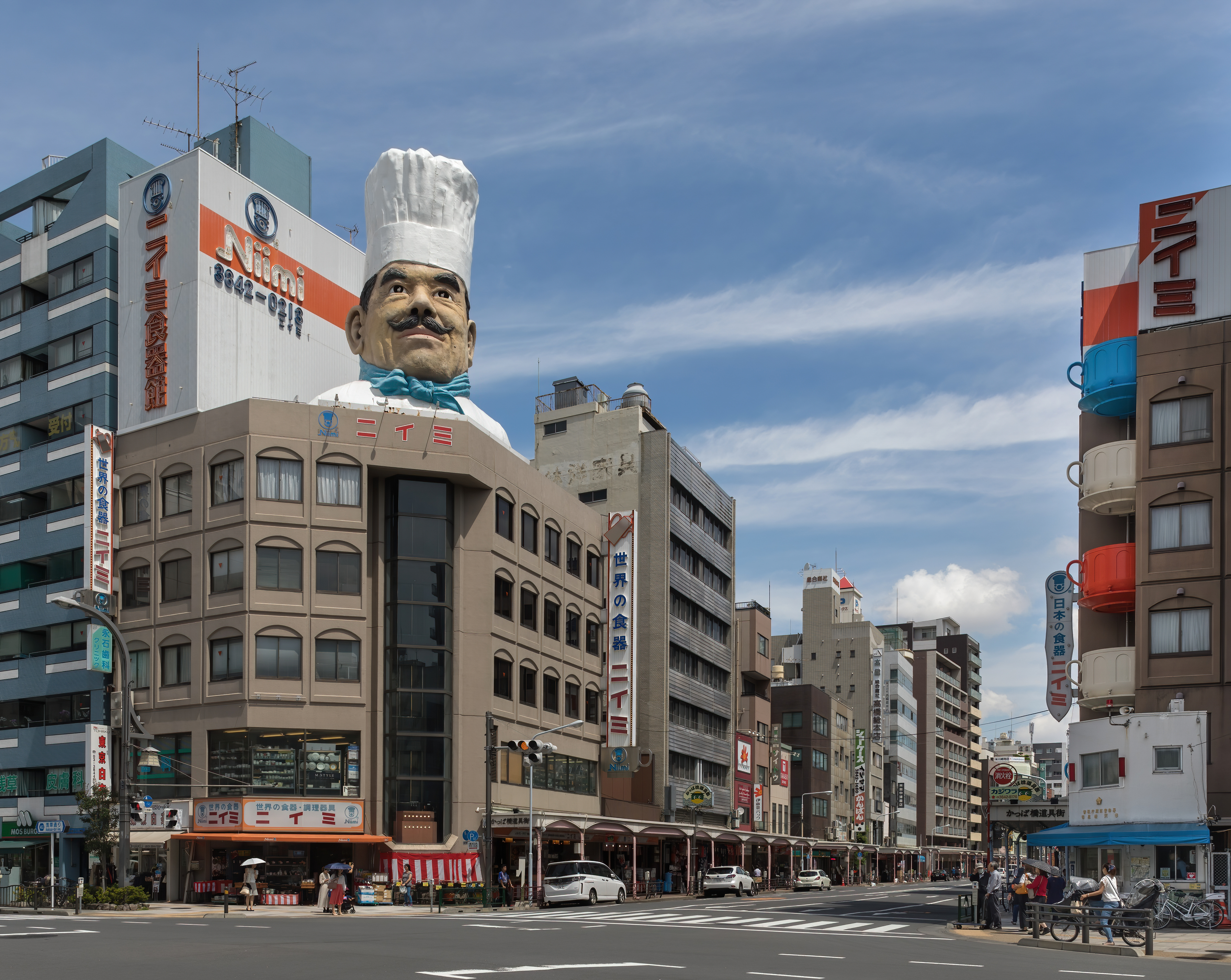
Ulice Kappabaši-dóri

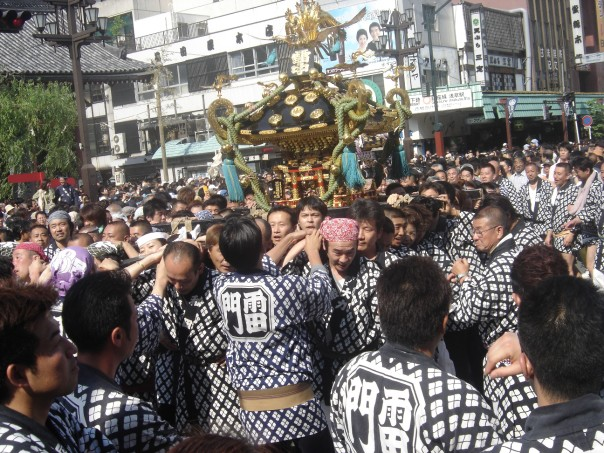
Slavnost Sandža Macuri